# Округ Пери (Илиноис)
Округ Пери (енгл. Perry County) је округ у америчкој савезној држави Илиноис.

## Демографија
По попису из 2010. године број становника је 22.350, што је 744 (-3,2%) становника мање 2000. године.
| Група             | 2000.          | 2010.          |
| Белци             | 20.563 (89,0%) | 19.463 (87,1%) |
| Афроамериканци    | 1.851 (8,0%)   | 1.866 (8,3%)   |
| Азијати           | 64 (0,3%)      | 87 (0,4%)      |
| Хиспаноамериканци | 406 (1,8%)     | 599 (2,7%)     |
| Укупно            | 23.094         | 22.350         |